# Papillaria densifolium
Papillaria densifolium är en bladmossart som beskrevs av Thériot 1939. Papillaria densifolium ingår i släktet Papillaria och familjen Meteoriaceae. Inga underarter finns listade i Catalogue of Life.